# کلاینبوکدرا
کلاینبوکدرا (به آلمانی: Kleinbockedra) یک شهر در آلمان است که در زاله‌هلتسلاند واقع شده‌است. کلاینبوکدرا ۳۵ نفر جمعیت دارد.